# Серветти, Карлос
Карлос Алберто Серветти (исп. Carlos Alberto Servetti; 21 декабря 1914, Монтевидео — 29 декабря 1981, Верчелли) — уругвайский футболист, игравший на позициях полузащитника и нападающего.

## Карьера
Серветти начинал карьеру футболиста на родине в клубе «Белья Виста». Проведя несколько успешных сезонов в чемпионате Уругвая, в 1937 году он приехал в Италию, где присоединился к «Дженоа». Уругвайский нападающий дебютировал в Серии А 19 сентября того же года в матче с «Лацио». В следующей игре против «Фиорентины» Карлос забил свой первый гол, который стал единственным в той встрече. 24 октября он оформил дубль в ворота «Триестины», 28 ноября — в игре против «Ливорно». Всего же в сезоне 1937/38 Серветти поучаствовал в 14 матчах Серии А и забил 9 голов. Это помогло его клубу оказаться в верхней части турнирной таблицы: коллектив из Генуи поделил 3 место с «Миланом». В следующем сезоне уругвайский игрок сыграл только одну встречу за красно-синих (против «Болоньи»). Вскоре он был отпущен из клуба. Вернувшись на родину, в 1940-е уругвайский футболист с перерывами выступал за несколько малоизвестных клубов.
В составе сборной Уругвая Серветти сыграл один матч: 9 августа 1936 года он вышел на поле в матче против Аргентины, который проходил в рамках турнира Copa Juan Mignaburu. Тогда уругвайцы проиграли со счётом 0:1.